# Pedicularis scolopax
Pedicularis scolopax är en snyltrotsväxtart som beskrevs av Carl Maximowicz. Pedicularis scolopax ingår i släktet spiror, och familjen snyltrotsväxter. Inga underarter finns listade i Catalogue of Life.